# Филантропины
Филантропины (греч. Φιλανθρωπηνός), женская форма — Филантропина (Φιλανθρωπηνή) — аристократическая семья Византийской империи, возникшая в середине XIII века. Её представители занимали высшие военные и гражданские должности вплоть до гибели этого государства.

## Происхождение названия
Своим именем род был обязан константинопольскому монастырю Христа Филантропина. Некоторые её представители использовали двойную фамилию Дука Филантропин, и могли представлять собой различные ветви династии.
Первым известным представителем династии был Алексей Дука Филантропин, в 1255 году ставший командиром Охрида. Это же имя носил адмирал, достигший титула протостратора и великого дуки. Его дочь Мария стала женой Михаила Тарханиота. Их вторым сыном был пинкерн Алексей Филантропин, прославившийся в сражениях против турок, и попытавшийся в 1295 году свергнуть императора Андроника II Палеолога. В 1320-х годах его помиловали, и он упоминается вплоть до 1334 года. Михаил Дука Филантропин был дядей Андроника II и эпи тес трапезесом, и упоминается в 1286—1304 годах, когда был направлен защищать город Магнесия у Сипила от турок.
Представительницы династии упоминаются весьма кратко: Феодора Дукиня Филантропина стала супругой Иоанна Комнина Акрополита (возможного сына Георгия Акрополита). Помимо неё, упоминаются Ирина Комнина Дукиня Филантропина Кантакузина (умерла 8 августа 1292 года) и Ирина Комнина Филантропина Дукиня (погибшая 7 сентября 1303 года)
В XIV веке друнгарий Иоанн Филантропин упоминается в синодальном решении 1324 года. а в 1346 году упомянут Георгий Дука Филантропин, бывший правителем острова Лемнос. Великий стратопедарх Михаил Филантропин являлся кузеном Иоанна V Палеолога, Алексей Ангел Филантропин и Мануил Ангел Филантропин были правителями Фессалии, и владели титулом кесарь.
В XV веке влиятельнейшими представителями семейства были Георгий Дука Филантропин — месазон императора Иоанна VIII Палеолога, и Алексей Ласкарис Филантропин, великий стратопедарх, правитель города Патры в 1445 году и друг Виссариона Никейского.

## Sources
- Cawley, Charles. Philanthropenos. Medieval Lands Project. Дата обращения: 26 сентября 2010. Архивировано 16 мая 2012 года.
- Guilland, Rodolphe (1967), Recherches sur les institutions byzantines, Tomes I & II (фр.), Berlin: Akademie-Verlag
- Oxford Dictionary of Byzantium (англ.) / Alexander Kazhdan. — Oxford University Press, 1991. — ISBN 978-0-19-504652-6.
- Polemis, Demetrios I. (1968), The Doukai: A Contribution to Byzantine Prosopography, London: Athlone Press